# Тувинська Народна Республіка

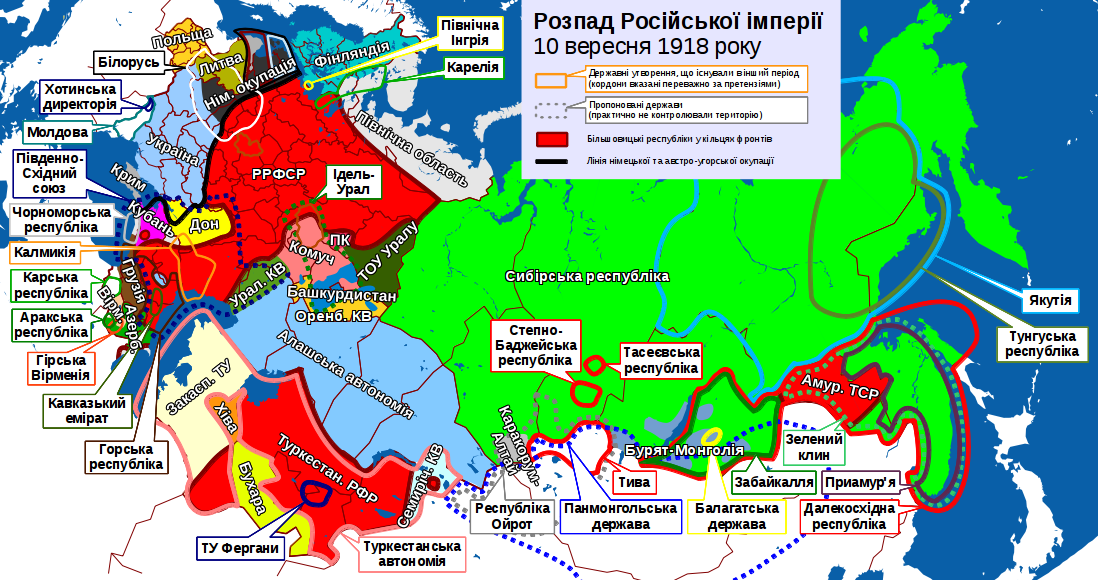
ТНР на карті розпаду Російської імперії

Тувинська Народна Республіка (також Народна Республіка Танну-Тува, тув. Тьʙа Arat Respuʙlik, Тыва Арат Республик, Tyva Arat Respublik; 1921—1944) — частково визнана держава на терені колишнього тувинського протекторату Російської імперії (у складі імперії Цін до її розпаду в 1911), також відома як Урянхайський край. Терен Тувинської Народної Республіки наразі офіційно Республіка Тива в складі Російської Федерації.
У 1911 р. Зовнішня Монголія, частиною якої була тоді Тува, оголосила про відділення від Китаю. У січні 1912 р. тувинські князі, за підтримки з Росії, проголосили незалежність країни. 17 квітня 1914 р. Тува отримала статус протекторату Російської імперії під назвою Урянхайський край.
Після початку Жовтневого перевороту в 1917 р., Тува стала ареною боротьби між білими і червоними. У січні 1920 р. край було окуповано військами більшовиків. 14 серпня 1921 р. проголошено створення незалежної держави Танну-Тува, залежної від Радянської Росії. Столицею стало місто Кизил.
Радянський Союз та Монголія були єдиними країнами, які офіційно визнали її під час її існування, в 1924 р. та 1926 р. відповідно. У тому ж році назва була змінена на «Тувинська Народна Республіка». Крім Радянського Союзу та Монголії, жодна країна у світі не визнала існування Туви як незалежної держави, більшість країн світу у той час розглядали її як радянську окуповану частину Китаю.
Першим лідером країни був лама Дондуков Куулар. Він намагався обмежити вплив СРСР у Туві. Проголосив буддизм державною релігією.
Ситуацію змінила політика Сталіна. У 1929 р. Куулар був заарештований і страчений через три роки. Сталін призначив до влади в республіці «надзвичайного комісара», в особі Салчак Тока, який розпочав колективізацію сільського господарства і спробував ліквідувати буддизм і шаманізм (у 1929 році налічувалося 25 буддійських монастирів і близько 4000 ченців і шаманів, в 1931 році, тільки один монастир, де було 15 ченців і сім шаманів).
Цікавим є факт, що Тува — перша у світі держава, яка підтримала СРСР у війні проти німців під час Другої світової війни, випередивши при цьому Велику Британію всього на пів дня. За роки війни країна надала СРСР значну матеріальну допомогу, окрім цього в лавах РСЧА служили тувинські війська (Докладніше у статті Тува у Другій світовій війні).
11 жовтня 1944 р. країна була анексована СРСР і включена до його складу як Тувинська Автономна Область.